# Okoge (film)
Pour plus de détails, voir Fiche technique et Distribution.
Okoge (おこげ) est un film japonais réalisé par Takehiro Nakajima, sorti en 1992.

## Synopsis
Sayoko, une jeune femme, se lie d'amitié avec deux amants homosexuels, Goh et Tochi. La femme de Tochi menace de révéler son homosexualité à ses collègues et celui-ci quitte Goh, qui tombe amoureux d'un autre homme, Kurihara. Sayoko essaie de convaincre Kurihara de rencontrer Goh, mais celui-ci la séduit et abuse d'elle, la laissant enceinte.

## Fiche technique
- Titre : Okoge
- Titre original : おこげ
- Réalisation : Takehiro Nakajima
- Scénario : Takehiro Nakajima
- Musique : Hiroshi Ariyoshi
- Photographie : Yoshimasa Hakata
- Montage : Kenji Gotō
- Production : Yoshinori Takazawa
- Société de production : Int-Group Film
- Pays :  Japon
- Genre : Drame et romance
- Durée : 120 minutes
- Dates de sortie : 
  -  Japon : 10 octobre 1992

## Distribution
- Misa Shimizu : Sayoko Morohashi
- Takehiro Murata : Goh Yoshino
- Takeo Nakahara : Tochihiko « Tochi » Terazaki
- Atsushi Fukazawa : Tamio
- Takatoshi Takeda : Tsuyuki, le barman
- Masayuki Shionoya : Kurihara
- Kyōzō Nagatsuka : Toichi, le frère de Goh
- Mitsuko Oka : Tokuko
- Michino Yokoyama : Manami
- Noriko Sengoku : Kinoe Yoshino, la mère de Goh
- Toshie Negishi : Yayoi Terazaki, la femme de Tochi
- Charles Garfield : le beau-père de Sayoko

## Distinctions
Takehiro Murata a été nommé pour le Japan Academy Prize du meilleur second rôle masculin, conjointement avec les films Minbo ou l'art subtil de l'extorsion et Godzilla vs Mothra.